# Qu Qiubai
Qu Qiubai (xinès simplificat: 瞿秋白, pinyin: Qū Qiūbái; 29 de gener de 1899 – 18 de juny de 1935) fou un jove poeta xinés que en els anys 1920 i 1930 es va convertir en dirigent del Partit Comunista Xinés. És l'autor de la traducció al xinés de La Internacional.
Quan el 1919 estava estudiant budisme, francés i rus a Pequín —l'anglés ja el dominava— va participar en el Moviment del Quatre de Maig, que s'inicià amb les protestes pel tracte humiliant donat a la Xina en la Conferència de Pau de París (1919). «L'agut dolor de l'opressió imperialista em feu veure com eren d'il·lusòries les reformes democràtiques impossibles d'aplicar en la pràctica», va escriure.
Mercés al seu coneixement del rus, el 1920 era a Moscou com a corresponsal d'un diari xinés. Allí conegué la revolució bolxevic i aprofundí en el seu coneixement del marxisme. Al 1923 va acceptar l'oferta del líder del nou Partit Comunista Xinès Chen Duxiu de tornar a la Xina per fer-se càrrec de l'aparell de propaganda del partit.
A l'any següent participa en la campanya del Partit Comunista contra la visita a la Xina de l'escriptor indi Rabindranath Tagore, convidat per Liang Qichao i Carsun Chang. Els comunistes rebutjaven l'orientalisme de Tagore com a alternativa per a la Xina «a menys, és clar, que desitgen que un dia els seus taüts reposen en una terra sota la bota d'una potència estrangera», escrigué Chen Duxiu, en referència al que ocorria a l'Índia sotmesa a l'imperialisme britànic. A Pequín els comunistes boicotejaren una de les conferències de Tagore, la qual cosa l'obligà a posar fi a la gira. Quan se'n va anar Qu Qiubai escrigué: «Gràcies, senyor Tagore, però a la Xina ja hem tingut massa Confucis i Mencis».
El 1934 el capturaren i torturaren les forces del Guomindang de Chiang Kai-shek; i l'assassinaren a l'any següent. Tenia 36 anys.